# Judit i Holofernes (Donatello)
Judit i Holofernes és una escultura de bronze (236 cm d'altura sense pedestal) realitzada per Donatello cap al final de la seva carrera, entre 1453 i 1457. Des del 1988 es conserva a la Sala dels Lliris del Palazzo Vecchio a Florència. Donatello va ser el primer escultor, des de les escultures antigues, a realitzar un disseny individual i lliure d'estructures arquitectòniques. Com al David i el monument a Gattamelata, a Judit i Holofernes crea per primera vegada un grup de figures físicament en tres dimensions.

## Història
L'estàtua va ser encarregada per Cosme el Vell o Pere I de Mèdici en record del seu pare, i destinada a una font del palau Mèdici, com fa pensar els quatre forats als angles del coixí. Judit es considera el símbol de la llibertat, la virtut i la victòria del feble sobre el fort, en una causa justa. La fosa va dividir l'estàtua a onze parts, com s'ha pogut copsar durant la restauració. L'estàtua va ser originàriament daurada, encara es poden veure restes en algunes parts com a l'espasa.
Saquejada per la multitud després de la segona expulsió dels Mèdici el 1494, i col·locada solemnement a la Piazza della Signoria, per simbolitzar la llibertat i la victòria del poble sobre la tirania i la introducció de la república pel florentí Girolamo Savonarola. Al retorn dels Médici, es va deixar l'estàtua de Judith a la plaça, per no ofendre les sensibilitats del poble. Inicialment es trobava enfront de la porta principal del palau, però el 1504 es va donar pas al David de Miquel Àngel, de proporcions molt més grans. David fixa el nou cànon per a les estàtues de la plaça, de manera que les obres posteriors com el Perseu de Benvenuto Cellini i l'Hèrcules i Caco de Baccio Bandinelli, són totes elles tallades o foses en paràmetres més grans, fent que la Judit fos, per comparació, més petita i delicada, com pot veure's avui visitant la plaça.
Després de l'arribada del David de Miquel Àngel, va ser posada sota la Loggia della Signoria. En una primmirada restauració de 1988, es va traslladar a l'interior del museu del Palazzo Vecchio i va ser substituïda per una còpia a l'exterior.

## Descripció

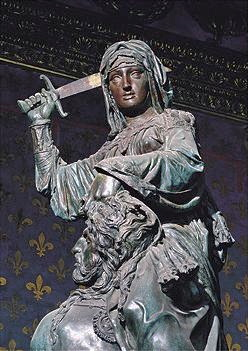
Detall de Judit i Holofernes.

Representa la història bíblica de Judit i Holofernes: la dona decideix de salvar la seva ciutat de Betulia, assetjada per l'exèrcit assiri de Nabucodonosor, va anar de nit a la tenda del cap enemic, i després d'aconseguir d'embriagar-lo, el decapita, deixant a l'exèrcit enemic sense comandament i obligant-lo a retirar-se. L'episodi va ser representat a l'art popular des de l'edat mitjana perquè, igual que el David, simbolitza el triomf de la virtut enfront del vici, pot veure's com un enfrontament personificat per la virtut cardinal de la Humilitat que guanya el pecat de l'Orgull.
El treball no va ser dissenyat per a la seva visió des d'un sol punt de vista, una gran quantitat de referències demana fer una volta a l'escultura per mirar per tot arreu. L'estructura de l'obra és piramidal, amb el vèrtex a el hieràtic rostre de Judit i la fulla de l'espasa, des del braç dret de l'heroïna, està doblegat a noranta graus, un altre punt central del grup és el cap d'Holofernes on convergeixen les diagonals del grup.
El text bíblic indica que l'heroïna va necessitar dos cops per tallar el cap de l'enemic i el moment exacte de l'acció és immortalitzada entre aquest espai dels dos talls, com demostra la ferida al coll d'Holofernes.
Les dues figures són tractades per l'escultor completament oposades, Holofernes està nu i modelat en correspondència amb les normes de l'anatomia, mentre Judit està enterament coberta per la roba, que detalla el seu fràgil físic. El cap cobert amb una mantellina de Judit, no li sobresurt ni tan sols un pèl, mentre que la cabellera d'Holofernes és llarga i salvatge. La seva identificació amb el «vici» es veu confirmada per una sèrie d'atributs, entre els quals destaca el medalló que rellisca per l'esquena, on es retrata un cavall irritat. També les escenes de bacanals a la base amb forma de prisma triangular, fa recordar l'embriaguesa i el desenfrenament del tirà, tal com es descriu a la Biblia.

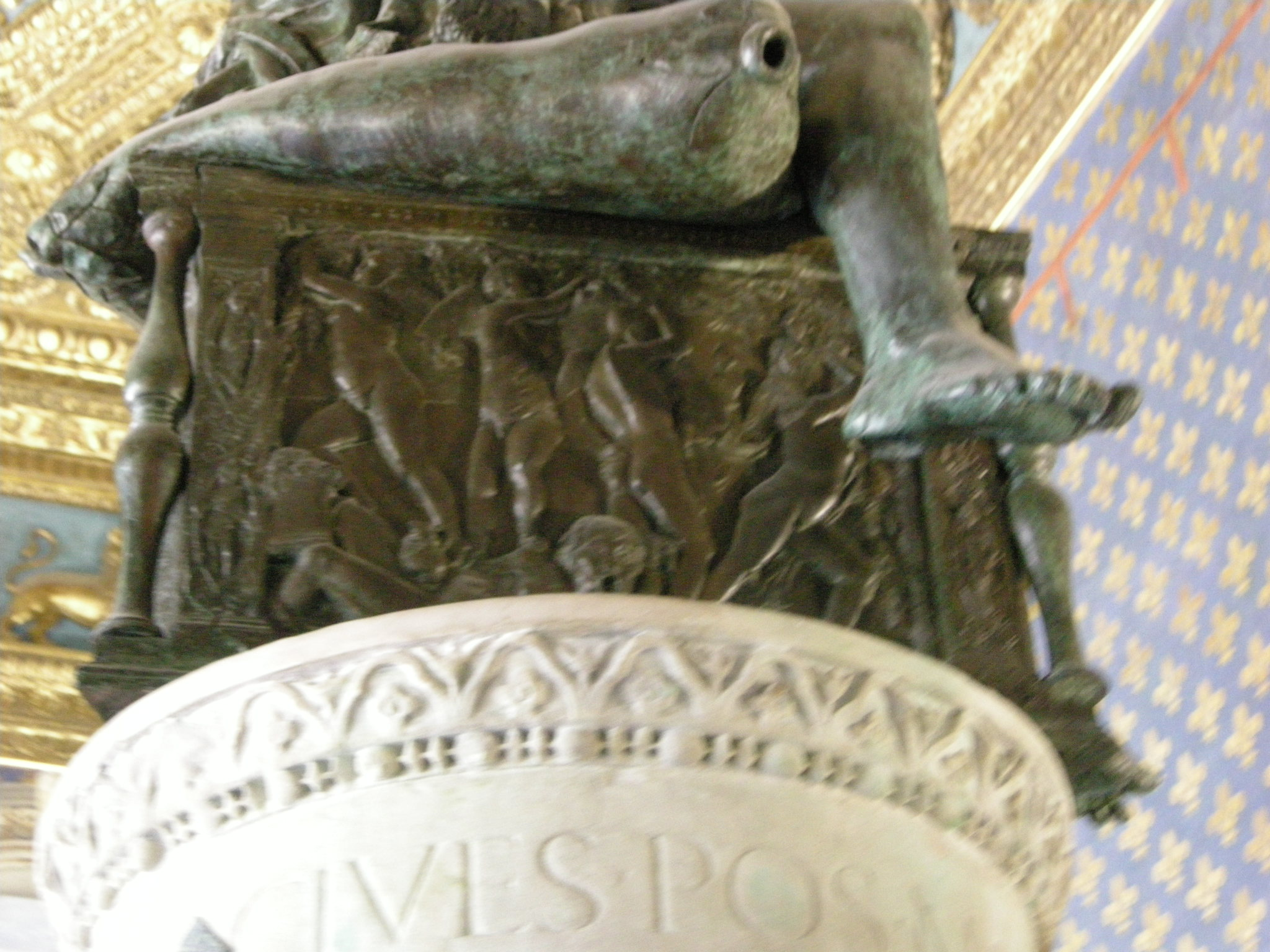
Detall d'un relleu de la base

El cos d'Holofernes cau ja sense forces i només se sosté per la mà de Judith. El peu dret de l'heroïna el va posar de manera eloqüent als genitals, mentre que l'altre peu el té al canell i el genoll cobreix la meitat del medalló al·legòric.
La figura de Judit triomfant s'aixeca amb l'espasa. El seu vestit està fet d'un teixit amb plecs, amb decoració, que contrasta, amb ell modelant llis del rostre. L'expressió de la joventut presenta tota una gamma d'emocions profundes psicològiques, perfectament llegibles: concentració, decisió, força, a més a més dels conflictes interns dels que cerquen el suport del seu Déu, perquè per salvar el seu poble es veu obligada a assumir el pecat de l'assassinat. Malgrat el triomf d'ella, aquest fet és contrari al manament de «no mataràs», i això ho representa la figura de la tràgica heroïna.
El rostre d'Holofernes és aspre i desfigurat. Es col·loca sobre un coixí que es gira en relació amb la base perquè les seves cantonades no coincideixin, creant un efecte de moviment. Aquesta base de l'escultura en forma de coixí, és un element naturalista utilitzat per primera vegada per Donatello a la seva escultura de Sant Marc a Orsanmichele. Inscrit al coixí s'aprecien les paraules  OPVS. Donatelli. FLOR.